# LFU 205
Die LFU 205 ist ein Experimentalflugzeug des deutschen Herstellers Leichtflugtechnik Union GmbH (LFU).

## Geschichte
Die LFU 205 (anfangs noch als Bo 205 bezeichnet) wurde in den 1960er Jahren als Technologieträger für die Kunststoffbauweise von der Leichtflugtechnik-Union (LFU), einem Zusammenschluss der Firmen Bölkow, Rhein-Flugzeugbau und Pützer Kunststofftechnik, in Kooperation mit dem DLR entwickelt. Dazu wurde die Entwicklung und der Bau ab 1963 von verschiedenen Ministerien durch Forschungsmittel gefördert. Der Vorentwurf stammte von Hermann Mylius und wurde von Erich Ufer zur LFU 205 modifiziert. Der Erstflug fand am 3. April 1968 mit Herbert Plasa am Steuer in Laupheim statt. In Hannover wurde 1968 die LFU 205 als das interessanteste Leichtflugzeug der Luftfahrtschau bezeichnet.
Die LFU 205 ist eines der ersten Motorflugzeuge, bei dem auch tragende Bauteile in Faserverbundbauweise hergestellt wurden. Die hier angewendete Schlauchbauweise war eine Weiterentwicklung der sogenannten offenen Wellbauweise, bei der eine äußere Glatthaut mit einer inneren Wellhaut verklebt wird. Die Schalenbauweise ist dagegen ein Nass-in-Nass-Verfahren zur Herstellung der Sandwichschalen. Ausgehend von einem Glasgewebeschlauch mit eingewebtem Kunststoffschlauch wird zunächst auf diesen Wickelkern eine Deckhaut aus Glasfasergewebe auflaminiert. Dieser Kern wird in die äußere Negativform gelegt, in die zuvor die äußere Deckschicht einlaminiert wurde. Nach Schließen der äußeren zweiteiligen Form, werden die Kunststoffschläuche aufgepumpt und damit die Gewebeschläuche fest an die Deckschichten angepresst. Auch nach dem Aushärten verbleiben die sehr dünnen Kunststoffschläuche in dem Sandwich.
Das Verfahren wurde anschließend auch bei der Fertigung eines C-160-Transall-Höhenruders angewendet. Die Maschine erhielt am 16. März 1977 ihre Musterzulassung als Einzelstück. Eine Serienfertigung wurde aus Kostengründen und anderer Aufträge nicht eingeleitet. Ab 1984 wurde sie als Entwicklungsträger für laminare Tragflügelprofile beim DLR in Braunschweig eingesetzt. 2017 wurde die LFU 205 außer Dienst gestellt. Der letzte Flug führte am 22. Juni 2017 zum Flugplatz Schleißheim. Dort wird sie nun in der Flugwerft Schleißheim ausgestellt.

## Konstruktion
Die LFU 205 ist ein Tiefdecker aus GFK, der von einem Lycoming IO-360-Motor mit 147 kW und einem Verstellpropeller Hartzell HC-C2YK-1 B angetrieben wird. Die beiden Tanks haben ein Fassungsvermögen von je 96 l, womit eine maximale Flugdauer von 3,5 Stunden möglich ist.

## Technische Daten

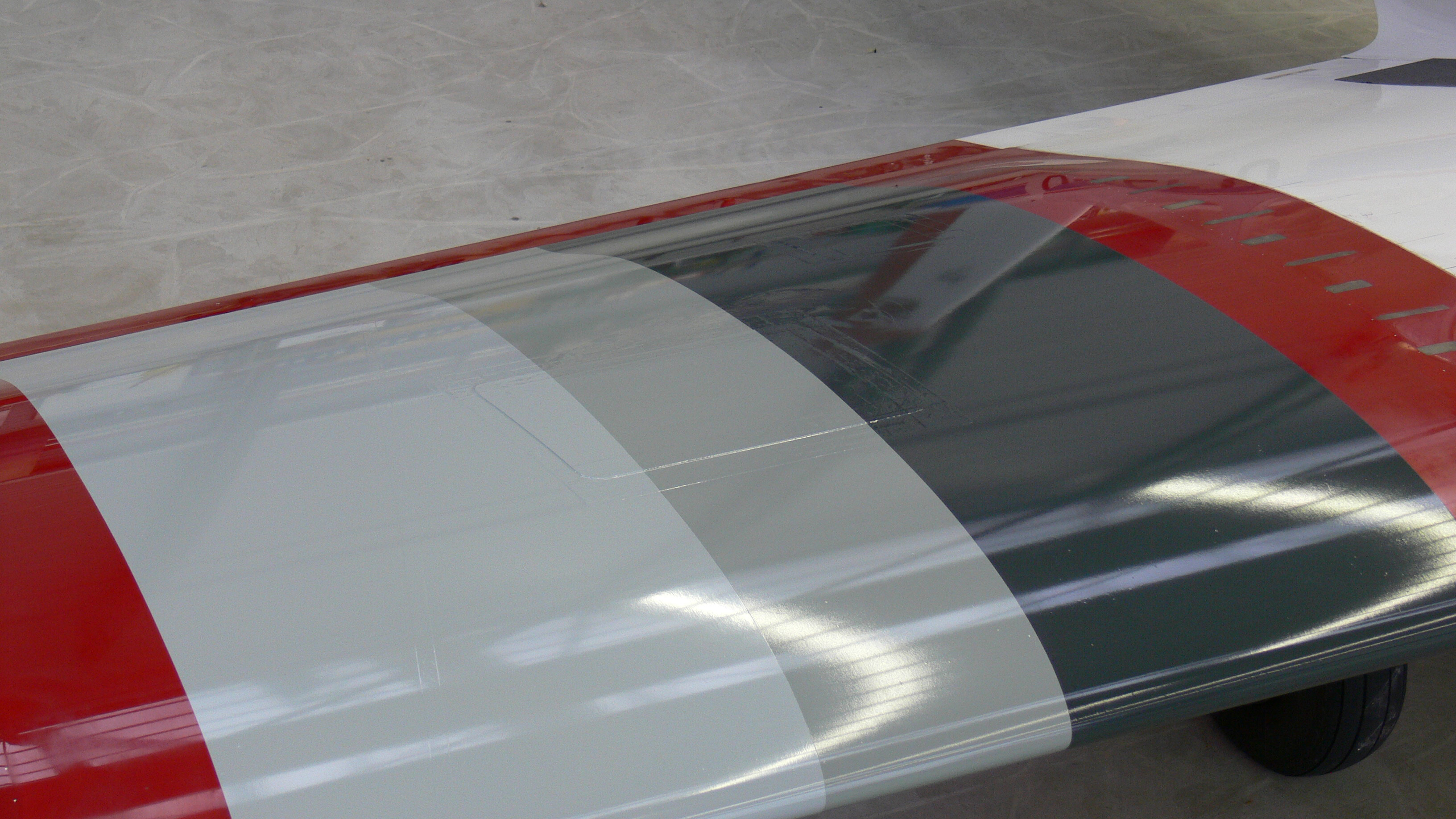
Rechte Tragfläche der LFU 205. Die aufgebrachten PVC-Folien unterschiedlicher Grautönung dienen der Untersuchung des Einflusses der Sonnenstrahlung auf die Materialtemperatur.

| Kenngröße             | Daten nach DLR                              | Daten nach Hobby vom 12. Juni 1968, Flug Revue Juli 1968 und Rolf Wurster |
| --------------------- | ------------------------------------------- | ------------------------------------------------------------------------- |
| Besatzung             | 1                                           | 1                                                                         |
| Passagiere            | 2                                           | 3                                                                         |
| Länge                 | 7,44 m                                      | 7,65 m                                                                    |
| Spannweite            | 10,50 m                                     | 10,85 m                                                                   |
| Höhe                  | 2,30 m                                      | 2,46 m                                                                    |
| Flügelfläche          | 16,35 m²                                    | 16,35 m²                                                                  |
| Flügelstreckung       | 6,7                                         | 7,2                                                                       |
| Nutzlast              | ? kg                                        | 350 kg                                                                    |
| Leermasse             | 947 kg                                      | 700 kg                                                                    |
| max. Startmasse       | 1280 kg                                     | 1200 kg                                                                   |
| Reisegeschwindigkeit  | 140 kts                                     | 310 km/h auf Meereshöhe (errechnet)                                       |
| Höchstgeschwindigkeit | 325 km/h                                    | 360 km/h auf Meereshöhe (errechnet)                                       |
| Dienstgipfelhöhe      | 3600 m                                      | 6000 m (errechnet)                                                        |
| Reichweite            | 550 NM                                      | 1400 km bei 75 % Leistung (errechnet)                                     |
| Triebwerke            | ein Lycoming IO-360 A1C mit 200 PS (147 kW) | ein Lycoming IO-360 A1C mit 200 PS (147 kW)                               |